# Тинонгчол
Тинонгчол (англ. Tinongchol Burial Rock), в дословном переводе — погребальная скала — каменный монолит с искусственно выдолбленными пещерами для захоронения мумий на острове Лусон, Филиппины.

## Общие сведения
Тинонгчол — погребальная скала с пещерами, где сотни лет назад были захоронены мумифицированные останки предков ибалои; находится недалеко от деревни Кабаян. 
 Многие мумии из этого погребения, возраст которых свыше 500 лет, были похищены. В отличие от египетских мумий, которые обматывались специальным полотном, филиппинские мумии захоронены голыми, татуировки геометрических узоров, сделанные на их коже сотни лет назад, всё еще видны. Они лежали в положении эмбрионов в деревянных гробах, вырезанных из стволов деревьев.
Четыре из семи выдолбленных вручную ниш содержат от 5 до 10 гробов каждая.
Работы производились вручную, являя собой уникальный пример изобретательности коренных жителей провинции Бенгет, использовавших местные инструменты для вырезания ниш в скале с целью захоронения мертвых, чтобы защитить останки родственников от осквернения человеком, или животными.
Некоторые экземпляры экспонируются в местном музее.

## Примечания

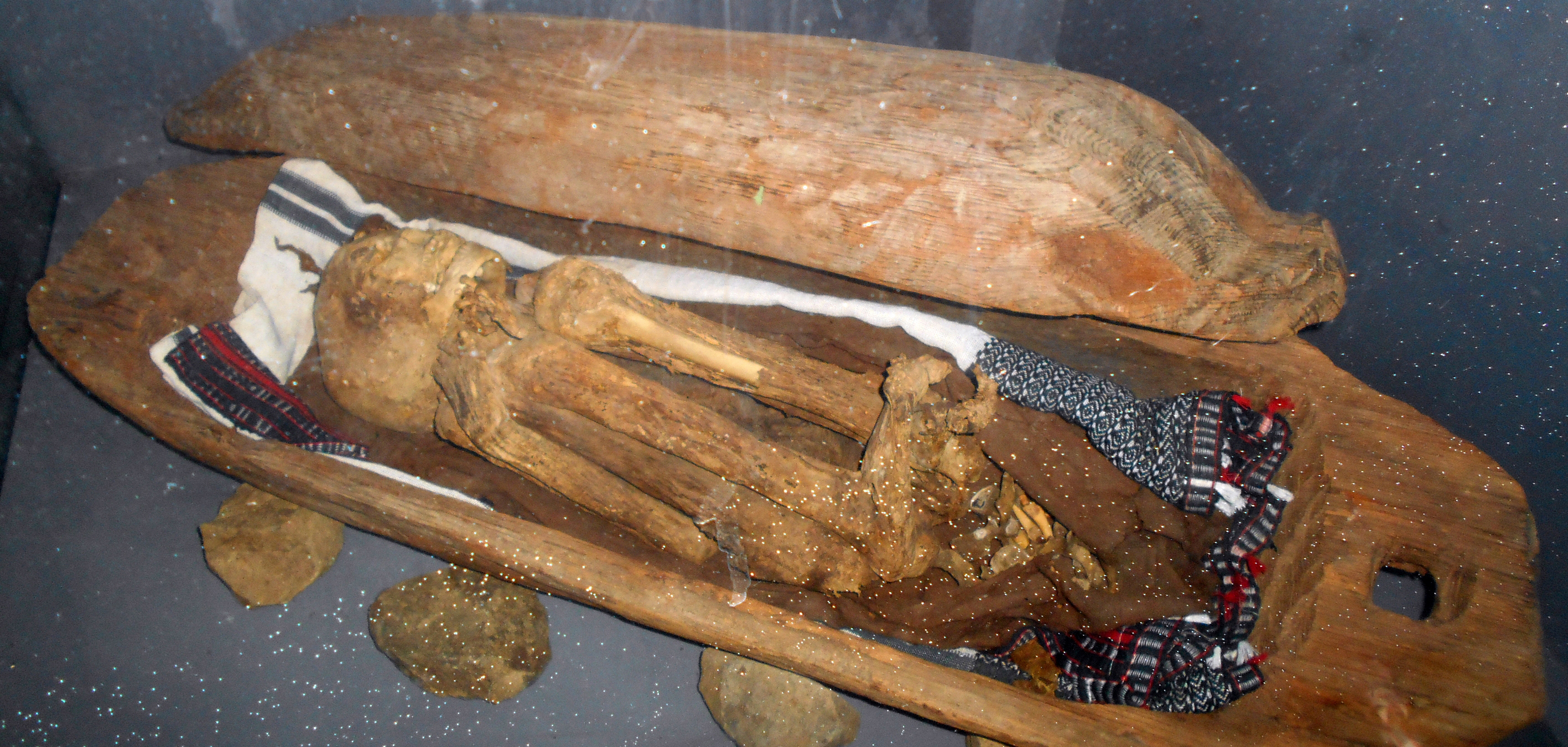
Мумия в местном музее